# Chelerythrin
Chelerythrin ist eine chemische Verbindung aus der Gruppe der quartären Benzophenanthridine.

## Vorkommen
Chelerythrin kommt natürlich im Schöllkraut (Chelidonium majus) vor. Es ist das wirksamste Alkaloid (Gehalt bis 2 %) der Pflanze. Es kommt auch in anderen Pflanzen wie Kalifornischer Mohn (Eschscholtzia californica) und verschiedenen Hornmohn-Arten vor.

## Geschichte
1839 stellte J. M. A. Probst aus dem Schöllkraut und aus dem Gelben Hornmohn das Alkaloid Chelerythrin dar. 1842 gab Jacob Heinrich Wilhelm Schiel (1813–1889) an, dass das 1828 durch den amerikanischen Chemiker James Freeman Dana (1793–1827) aus der Wurzel des Kanadischen Blutkrauts (Sanguinaria canadensis) dargestellte Sanguinarin identisch mit dem Chelerythrin von Probst sei. 1869 erprobte Ludwig Weyland Sanguinarin (Chelerythrin) im Tierversuch am Frosch. Nach Husemann (1871 und 1883) bewirkte das als Chelerythrin bzw. Sanguinarin bezeichnete Alkaloid zu 0,06 g beim Menschen Erbrechen, und tötete zu 0,001 g subcutan Frösche und zu 0,02 g Kaninchen. Als Vergiftungserscheinungen resultierten Adynamie und klonische oder selbst tonische Krämpfe. Der Tod erfolgte durch Lähmung des Atemzentrums. Auf Pulsfrequenz und Blutdruck wirkten kleine Dosen steigernd, große herabsetzend durch lähmende Einwirkung auf das vasomotorische Zentrum und das Herz.

## Eigenschaften
Chelerythrin ist ein farbloser Feststoff, wobei seine Salze in wässriger Lösung eine gelbe Farbe besitzen und fluoreszieren. Mit Säuren verbindet sich Chelerythrin zu Salzen, die in Wasser löslich sind.

## Verwendung
Chelerythrin wird als antimikrobielles und entzündungshemmendes Agens gegen Infektionen des Mundraumes empfohlen und ist ein Inhibitor der Rattenleber-Aminotransferase, ein potentes cytotoxisches Agens und Entkoppler der oxidativen Phosphorylierung.

## Sicherheitshinweise
Chelerythrin besitzt eine örtlich reizende Wirkung und ruft bei oraler Einnahme Erbrechen, Gastroenteritis und heftige Diarrhöen hervor. Es hat in größeren Dosen zentrallähmende Wirkung und verursacht Tod durch Atemlähmung.